# Trustrup (Norddjurs Kommune)
 For alternative betydninger, se Trustrup. (Se også artikler, som begynder med Trustrup)
Trustrup er en by på Djursland med 776 indbyggere  (2025), beliggende 21 km øst for Ryomgård, 21 km nord for Ebeltoft og 13 km sydvest for kommunesædet Grenaa. Byen hører til Norddjurs Kommune og ligger i Region Midtjylland.

## Kirke
Trustrup hører til Lyngby Sogn, hvis sognekirke er Lyngby Kirke, der ligger i Lyngby 2 km nordvest for Trustrup. Men i Trustrup ligger Trustrup Kirke, der blev indviet i 1988 og allerede var taget i brug i 1947 som kapel på Trustrup kirkegård.

## Faciliteter
Midt mellem Trustrup og Lyngby ligger Toubro Børneby med skole, SFO, børnehave, vuggestue og dagpleje. Toubroskolen har 60 elever i 4 klasser, hvoraf 3 rummer to klassetrin. Skolen overlevede i oktober 2018 en sparerunde, hvor enten den eller Mølleskolen ved Ålsø skulle lukkes. Mølleskolen har 120 elever i 7 klasser, men efter kraftige protester fra borgerne i Trustrup og især byens erhvervsliv vedtog byrådet at samle de to skoler på Toubroskolen. Toubro Børneby har 55 børn i børnehaven, 32 i dagplejen og 10 i vuggestuen. Der er 43 ansatte (inden sammenlægningen). Børnebyen råder over udendørs arealer og Toubrohallen, som uden for skoletiden benyttes af SFO og lokale foreninger – de benytter også skolens lokaler.
Trustrup-Ålsrode Idrætsforening har klubhus på Trustrup Stadion. Foreningen tilbyder badminton, fodbold, gymnastik, håndbold, petanque, tennis og motionscenter.
Trustrup har købmandsforretning, tankstation og lægehus. Trustrup har station på Aarhus Letbane.

## Historie
I 1875 beskrives byen således: "Trustrup med Skole, Teglværk, Brevsamlingssted".

### Stationsbyen
Trustrup fik jernbanestation på Randers-Grenaa-banen, der blev åbnet i 1876. Byen blev jernbaneknudepunkt i 1901, da Ebeltoftbanen blev åbnet og sluttet til Grenaabanen på Trustrup Station.
I 1901 blev byen beskrevet således: "Trustrup, ved Landevejen, med Skole, Realskole (opr. 1898), Lægebolig, Andelsmejeri, Kalkværk, Ølbryggeri, Gæstgiveri, Markedsplads (Marked i Maj, Aug. og Oktbr.), Jærnbanestation — Station paa Randers-Grenaa Banen og Endepunkt for Trustrup-Æbeltoft Banen, Telegraf- og Telefonst. samt Postekspedition".
Ebeltoftbanen blev nedlagt i 1968. I den vestlige del af byen går der mellem Lyngbyvej og primærrute 15 en sti på ½ km, anlagt på banens tracé.

## Kendte personer
- Achton Friis (1871-1939), tegner, forfatter og opdagelsesrejsende. Udgav storværket De Danskes Land.